# جاستینو ویکتوریانو
جاستینو ویکتوریانو (انگلیسی: Justino Victoriano؛ زادهٔ ۱۹ فوریهٔ ۱۹۷۴) بازیکن بسکتبال اهل آنگولا است.
وی در مسابقات کشوری و بین‌المللی در مجموع برندهٔ ۲ مدال طلا، ۱ مدال برنز شده‌است.